# Serhí Ostàpenko
Serhí Stepànovitx Ostàpenko (ucraïnès: Сергій Степанович Остапенко; 1881 – 1937) va ser un polític ucraïnès i economista, membre del Partit dels Socialistes Revolucionaris d'Ucraïna. Fou també primer ministre en el si del Directori d'Ucraïna de la República Popular d'Ucraïna. La seva funció com a primer ministre consistí especialment a trobar un suport militar de l'Entesa (Entente) al moviment nacional ucraïnès.
El gener de 1918 Ostapenko fou inclòs com a assessor econòmic de la comissió econòmica d'Ucraïna de Vsèvolod Holubòvitx per a les negociacions a Brest-Litovsk (vegeu Tractat de Brest-Litovsk (Ucraïna-Potències Centrals)). El 14 març del 1918 Ostapenko fou inclòs a la comissió de comerç de Mikola Porx per a l'intercanvi de mercaderies amb les Potències Centrals i responsable davant el Consell de Ministres Popular.
Durant l'Hetmanat de Pavlò Skoropadski, Serhí Ostàpenko treballà com a membre de la Comissió econòmica de Serhí Xelukhin, i participà a Kíiv en les negociacions de pau amb una delegació de la Rússia soviètica. El 29 de gener del 1919 Serhí Ostàpenko fou nomenat ministre d'economia en el si del primer govern del directori, presidit per Volodímir Txekhivski. Del 13 febrer fins al 9 abril 1919 va ser President del Consell de la República Popular d'Ucraïna.
Després de retirar-se del seu càrrec presidencial Ostapenko es va dedicar a la docència com a professor d'estadística i demografia a la Universitat Nacional Kàmianets-Podilski Ivan Ohienko i a Khàrkiv.
El 1937 va ser arrestat i afusellat per les autoritats soviètiques. Ostàpenko publicà diversos treballs científics. Al llarg de la seva vida, va romandre unit a l'esfera de l'economia i va ser un divulgador del coneixement.